# Norodom Vichara
Norodom Vichara (falleció el 28 de julio de 2013) fue una princesa y política camboyana. Fue hija del rey Norodom Suramarit y media hermana del rey Norodom Sihanouk. Pertenecía a FUNCINPEC y fue elegida para representar al Municipio de Nom Pen en la Asamblea Nacional de Camboya en 2003. De acuerdo con un familiar, Vichara murió el 28 de julio de 2013, a la edad de 68 años, a partir de una larga batalla contra el cáncer de pulmón.